# علم صربيا والجبل الأسود
علم صربيا والجبل الأسود تبني رسمياً عام 2003 لما كان يعرف بعلم جمهورية يوغوسلافيا الاتحادية السابقة والتي انحلت عام 2006، ويتكون العلم من ثلاثة أشرطة أفقية بألوان الأزرق والأبيض والأحمر حيث لا يزال حتى الآن يُستخدم من قبل حركة الوحدة الصربية المونتينيغرية، والعلم الصربو-مونتينيغري مشابه للعلم الهولندي ولكن بعكس اللونين الأحمر والأزرق مكان بعضهما البعض.

## أعلام الدولتين التأسيسيتين

### صربيا (معقل حكومةصربيا والجبل الأسود)

علم صربيا مابين عامي 1992–2004
علم صربيا مابين عامي 2004–2010

### الجبل الأسود

علم الجبل الأسود مابين عامي 1946–1993
علم الجبل الأسود مابين عامي 1993–2004
علم الجبل الأسود منذ عام 2004

## أعلام مشابهة
الجدير بالذكر أن علم صربيا والجبل الأسود - المعروف سابقاً بعلم جمهورية يوغوسلافيا الاتحادية - يشبه بشكل كبير علم هولندا المستعمل بوقت الحروب (الشريط الأزرق العلوي والشريط الأبيض المركزي والشريط الأحمر السفلي).

علم هولندا
علم لوكسمبورغ
علم كرواتيا
علم باراغواي
علم تشيلي السابق (1817-1818)
علم لوس ألتوس
علم مدغشقر السابق أيام الحماية الفرنسية
علم القرم